# Polianthes howardii
Polianthes howardii là một loài thực vật có hoa trong họ Măng tây. Loài này được Verh.-Will. miêu tả khoa học đầu tiên năm 1976.